# Promiscuous
"Promiscuous" (poznata i kao "Promiscuous Girl") je pjesma kanadske pjevačice Nelly Furtado s njenog trećeg studijskog albuma Loose. U pjesmi gostuje američki producent i reper Timbaland. Napisali su je Nelly Furtado, Timothy "Attitude" Clayton, Timbaland i Danja, a producirali su je Timbaland i Danja.
"Promiscuous" je objavljena kao prvi singl albuma u Sjevernoj Americi početkom 2006. godine te kao drugi singl u ostatku svijeta sredinom iste godine, osim u Latinskoj Americi gdje je singl objavljen kao treći singl krajem godine. Pjesma je primila pozitivne odgovore javnosti te je postala Nellyin prvi singl broj jedan u SAD-u. Osvojila je nagradu Billboard Music Awards u kategoriji "najbolje pop pjesme"; nominirana je za nagradu Grammy za "najbolju pop suradnju s vokalima" te je osvojila nagradu Juno Awards kao singl godine. "Promiscuous" je zauzela treće mjesto na Billboardovoj godišnjoj ljestvici Hot 100 singlova 2006. godine. Ujedno to je zadnja pjesma do sada koja je odjednom bila na vrhu ljestvica Billboard Hot 100 i Billboard Dance Club Play.

## Pozadina i pisanje pjesme
Riječi pjesme "Promiscuous" opisuju dvije strane veze protagonista kroz koje oni prolaze. To je jedna od prvih pjesama koju je Nelly napisala s kolegom iz producentske kuće Timothyjem Claytonom, poznatijim pod pseudonimom Attitude. Njihovu suradnju Nelly je opisala kao "nešto što nikad do tad nije napravila" jer je proces pisanja vidjela kao "izrazito oslobađajuće" zbog njihovog različitog pristupa i stila. Attitude je pomogao Nelly interpretirajući karakter "promiskuitetne djevojke" te dvije strane veze u kojoj se nalazi. Nelly je također rekla da je u procesu pisanja riječi "bilo stvarnog flerta zbog čega je i pjesma toliko zabavna". Iz tog razloga ona i Attitude pjesmi su dali nadimak "The BlackBerry Song" jer sve što se pjeva u pjesmi može se napisati u SMS poruci.
Zbog pretežnog glazbenog utjecaja izvođača kao što su Talking Heads, Blondie, Madonna, The Police i Eurythmics, koje su producenti Timbaland i Danja slušali tijekom pisanja albuma, "Promiscuous" uzima inspiraciju pop glazbe iz 1980-ih godina. Seksualnost je temeljena na "odlučnoj ženi koja zna što hoće" iz 1990-ih, kao Queen Latifah, MC Lyte, Yo-Yo, Salt-N-Pepa i TLC.
Spominjanje košarkaša Stevea Nasha u pjesmi dovodi do nagađanja da su on i Nelly bili u nekakvoj vezi, ali oboje negiraju povezanost. Nash je izjavio: "Polaskan sam što me se spominje u pjesmi, ali ja sam posve zaljubljen u svoju ženu i dvoje male djece". Nelly ga je odlučila spomenuti u pjesmi iz razloga što su oboje iz Victorie, Britanska Kolumbija, te zato što se košarkaši često navode u pjesmama, pa mu je ona odlučila "dati oslonac".
U jednom od stihova Timbaland se predstavlja kao Thomas Crown, što je i ime njegovog privatnog studija (Thomas Crown Studio). Ujedno to je ime glavnog glumca u filmu Afera Thomasa Crowna, bogatom poslovnom čovjeku koji se igra mačke i miša (koketira) s istražiteljicom osiguravajućeg društva.

## Prihvaćenost pjesme
"Promiscuous" je dosta dobro prihvaćena od kritike. Rob Sheffield iz Rolling Stonea pjesmu smatra vrhuncem albuma Loose. Timbalandovo pojavljivanje u pjesmi dobilo je posebne pohvale koji je, prema Sheffieldu, dodao Nellyine "high-school vokale" u svojih osamdeset taktova. Allmusic navodi pjesmu "Promiscuous" kao vrhunac Nellyinog novog izgleda, no ističe da nema veze koliko Nelly pjeva o seksu, ona ne zvuči toliko sexy i "ne izaziva toliko pohotnog uzbuđenja".
U IGN-u opisuju pjesmu kao "istodobno dosadnu i lako hvatljivu iznad uvjerenja" te su je uvrstili na najskidanije pjesme s albuma Loose. Pitchfork Media pjesmu je opisao kao "jednu od najboljih vokalnih izvedbi u Timbalandovoj karijeri" dok je Billboard suradnju Nelly i Timbalanda nazvao "iznenađujuće dobrim spojem".
Pjesma je također uvrštena u tri popisa najboljih pjesama u 2006. godini: u časopisu Blenderu treće mjesto, u The Village Voice šesto mjesto i u Rolling Stoneu 56. mjesto.

## Popis pjesama
| Internacionalni CD singl 1. "Promiscuous" (Radio Edit) 2. "Crazy" (Gnarls Barkley cover / Radio 1 Live Lounge session) 3. "Promiscuous" (The JoSH Desi Remix) 4. "Promiscuous" (Video) Australski CD singl 1. "Promiscuous" (Radio Edit) 2. "Undercover" 3. "Promiscuous" (The JoSH Desi Remix) 4. "Promiscuous" (CD-ROM Enhanced CD Video) | Njemački CDsingl 1. "Promiscuous" (Radio Edit) 2. "What I Wanted" "Promiscuous" (Remixes) - EP (iTunes digitalni download) 1. "Promiscuous" (Crossroads Mix) feat. Mr. Vegas 2. "Promiscuous" (The Josh Desi Remix) 3. "Promiscuous" (Crossroads Instrumental Mix) 4. "Promiscuous" (The Josh Desi Instrumental Remix) 5. "Promiscuous" (Album Version) 6. "Crazy" (Gnarls Barkley cover / Radio 1 Live Lounge session) |

## Remixevi
"Promiscuous"

- "Promiscuous" (Ralphi Rasario's Radio Mix)
- "Promiscuous" (Ralphi Rasario's Promiscuous Dub)
- "Promiscuous" (Ralphi Rasario's Revisited Dub)
- "Promiscuous" (Ralphi Rasario's Dirty Vocal)
- "Promiscuous" (Morels Pink Noise Radio Mix)
- "Promiscuous" (Morels Pink Noise Dub)
- "Promiscuous" (Morels Pink Noise Vocal Mix)
- "Promiscuous" (Official Remix) feat. Rick Ross & Timbaland

## Glazbeni video
Glazbeni video za pjesmu "Promiscuous" režirao je Little X. U njemu se kao cameo uloge pojavljuju Keri Hilson, Bria Myles i Justin Timberlake. Video ne prati radnju nego se po Nellynoj želji fokusira na scene plesanja i flerta jer je htjela iskoristiti priliku za snimiti video u noćnom klubu po prvi put. Nelly je za video rekla: "Sve se vrti oko plesa. To je ta tajanstvenost, zabava, nestašna seksualnost, verbalna igra ping-pong". Nelly i Timbaland ne mogu odlučiti hoće li početi hodati ili se samo nabacivati ostalima na plesnom podiju. Njihova izvedba je isprekidana s nekoliko scena gužve ljudi koji plešu dok se osvjetljenje mijenja od plave, zelene i crvene do žute boje.
Glazbeni video premjerno je prikazan 3. svibnja 2006. godine na MTV-u gdje je dospio na broj jedan ljestvice. Nakon debitiranja na MuchMusic-u dospio je na prvo mjesto 28. srpnja. Na dodjeli MTV Video Music Awards video je nominiran u kategorijama za "najbolji plesni video", "najbolji ženski video" i "najbolji pop video".

## Top liste
| Top liste (2006.)                 | Najviša pozicija |
| --------------------------------- | ---------------- |
| Australija                        | 2                |
| Austrija                          | 12               |
| Belgija (Flandrija)               | 6                |
| Belgija (Valonija)                | 8                |
| Danska                            | 4                |
| Europa                            | 5                |
| Finska                            | 4                |
| Francuska                         | 15               |
| Italija                           | 8                |
| Kanada                            | 1                |
| Nizozemska                        | 13               |
| Njemačka                          | 6                |
| Norveška                          | 3                |
| Novi Zeland                       | 1                |
| Švedska                           | 16               |
| Švicarska                         | 6                |
| Ujedinjeno Kraljevstvo            | 3                |
| SAD Billboard Hot 100             | 1                |
| SAD Billboard Hot Dance Club Play | 1                |